# Wake the Sleeper
| 전문가 평가      | 전문가 평가 |
| 평가 점수        | 평가 점수   |
| 출처             | 점수        |
| ---------------- | ----------- |
| AllMusic         | [ 1 ]       |
| Blabbermouth.net | 8/10        |
| Metal Storm      | 8.6/10      |
| Record Collector | [ 4 ]       |
| Rock Hard        | 8.0/10      |
| World of Music   | [ 6 ]       |

《Wake the Sleeper》는 2008년 6월 2일, 유럽에서, 2008년 8월 26일, 미국에서 발매된 영국의 하드 록 밴드 유라이어 힙의 스물한 번째 스튜디오 음반이다. 2007년 9월에 발표된 발매는 유니버설 뮤직 그룹에 의한 생츄어리 레코드의 인수로 인해 (처음에는 2008년 3월까지) 재조정되었다. 이는 음반이 전환 과정에서 '잃어버린' 것이 아니라 적절한 홍보를 할 수 있도록 하기 위한 것이었고, 비록 그들에게 좌절감을 주었지만, 밴드 멤버들이 지지하는 것이었다. 이 음반은 1998년 《Sonic Origami》 이후 그들의 첫 스튜디오 음반이다. 이 음반은 또한 2007년 건강 악화로 밴드에서 탈퇴해야 했던 오랜 드러머 리 커슬레이크가 없는 1980년 《Conquest》 이후 그들의 첫 음반으로, 21년 동안 존재했던 밴드의 가장 오래 지속된 라인업에 종지부를 찍었다.

## 배경
이 음반은 또한 게이트폴드 소매에 12인치 바이닐 음반으로 발매되었다.
〈What Kind of God〉라는 노래는 디 브라운이 운디드니 학살을 언급한 책 《나를 운디드니에 묻어주오》 (1970년)에서 영감을 받았다.
《Wake the Sleeper》는 영국 잡지 《클래식 록》에 의해 올해의 음반으로 지명되었다.

## 곡 목록
모든 곡들은 특별한 언급이 없는 한 믹 복스와 필 랜존에 의해 작사/작곡하였다.
| #   | 제목                          | 작사·작곡         | 재생 시간 |
| --- | ----------------------------- | ----------------- | --------- |
| 1.  | 〈Wake the Sleeper〉          |                   | 3:33      |
| 2.  | 〈Overload〉                  |                   | 5:58      |
| 3.  | 〈Tears of the World〉        |                   | 4:45      |
| 4.  | 〈Light of a Thousand Stars〉 |                   | 3:57      |
| 5.  | 〈Heaven's Rain〉             |                   | 4:16      |
| 6.  | 〈Book of Lies〉              |                   | 4:05      |
| 7.  | 〈What Kind of God〉          |                   | 6:37      |
| 8.  | 〈Ghost of the Ocean〉        |                   | 3:22      |
| 9.  | 〈Angels Walk with You〉      | 트레버 볼더       | 5:24      |
| 10. | 〈Shadow〉                    | 랜존              | 3:35      |
| 11. | 〈War Child〉                 | 볼더, 토니 갤러거 | 5:07      |

## 차트
| 차트 (2008년)                     | 순위 |
| --------------------------------- | ---- |
| 일본 앨범 (오리콘)                | 265  |
| 스웨덴 앨범 (스베리예토프리스탄)  | 55   |
| 스위스 앨범 (슈바이처 히트파라데) | 55   |

## 인증
| 국가                       | 인증 | 판매량/출하량 |
| -------------------------- | ---- | ------------- |
| 러시아 (NFPF)              | 골드 | 10,000*       |
| *판매량을 기반으로 한 인증 |      |               |